# Edward Norton
Pour les articles homonymes, voir Norton.
Edward Harrison Norton est un acteur, réalisateur et producteur de cinéma américain, né le 18 août 1969 à Boston (Massachusetts).
Il est révélé à la fin des années 1990 par ses performances dans les films Peur primale (1996), American History X (1998) et Fight Club (1999). Les deux premiers films lui valent une nomination à l'Oscar du meilleur acteur.
Durant les années 2000, il tient les premiers rôles de plusieurs blockbusters : Dragon rouge (2002), Braquage à l'italienne (2003), L'Illusionniste (2006), L'Incroyable Hulk (2008), tout en s'investissant dans plusieurs projets indépendants comme acteur et producteur : Au nom d'Anna (2000, également son premier film comme réalisateur), La 25e Heure (2002), Down in the Valley (2005), Le Voile des illusions (2006) ou encore Escroc(s) en herbe (2010).
Au début de la décennie suivante, il devient l'un des fidèles collaborateurs de Wes Anderson, apparaissant dans Moonrise Kingdom (2012), The Grand Budapest Hotel (2014), L'Île aux chiens (2018) et The French Dispatch (2021). Mais c'est grâce à sa performance dans l'ambitieux Birdman (2014), d'Alejandro González Iñárritu, qu'il décroche sa seconde nomination à l'Oscar du meilleur acteur dans un second rôle. Parallèlement, il tient un second rôle dans le blockbuster, Jason Bourne : L'Héritage (2012).

## Biographie

### Jeunesse et formation
Edward Harrison Norton passe son enfance à Columbia dans le Maryland. Diplômé en histoire de l'Université Yale, il est féru d'art dramatique depuis son plus jeune âge. Après ses études, il travaille à Osaka, au Japon, comme consultant pour l'entreprise de son grand-père. Il apprend la langue et sait parler japonais. Puis, il part s'installer à New York où il décide de suivre une carrière d'acteur en débutant avec la troupe des Signature Players.

### Carrière

#### Révélation critique
En 1996, Edward Harrison Norton attire l'attention des producteurs du film Peur primale et décroche le rôle d'Aaron Stampler, un jeune schizophrène bègue atteint du trouble de la personnalité multiple plongé au cœur d'un procès et défendu par un avocat, interprété par Richard Gere. Son interprétation marque les esprits et lui vaut une nomination à l'Oscar du meilleur acteur dans un second rôle. La même année, il intègre la distribution de la comédie musicale Tout le monde dit I love you de Woody Allen.
En 1998, il incarne Derek Vinyard, un néonazi repenti prêt à tout pour aider son jeune frère Danny Vinyard (joué par Edward Furlong), dans le film American History X. Pour ce rôle, il fait de la musculation afin d'acquérir un physique plus imposant. Il est nommé pour cette performance à l'Oscar du meilleur acteur. La même année, il interprète Lester dans le film Les Joueurs de John Dahl.
Désormais reconnu pour sa capacité à porter des rôles à double facette, il se voit confier un rôle complexe pour le thriller psychologique Fight Club, aux côtés de Brad Pitt et Helena Bonham Carter. Le film, controversé mais finalement acclamé par la critique, ne rencontre le succès qu'après sa diffusion en DVD.
En 1999, il s'aventure sur un terrain inédit en réalisant et en jouant dans la comédie romantique Au nom d'Anna (sortie en 2000). Il fait également ses débuts en tant que producteur pour ce projet audacieux, dans lequel il incarne un prêtre ami avec un rabbin, interprété par Ben Stiller, qui ont un amour commun pour une jeune femme, personnifiée par Jenna Elfman.

#### Tête d'affiche et production

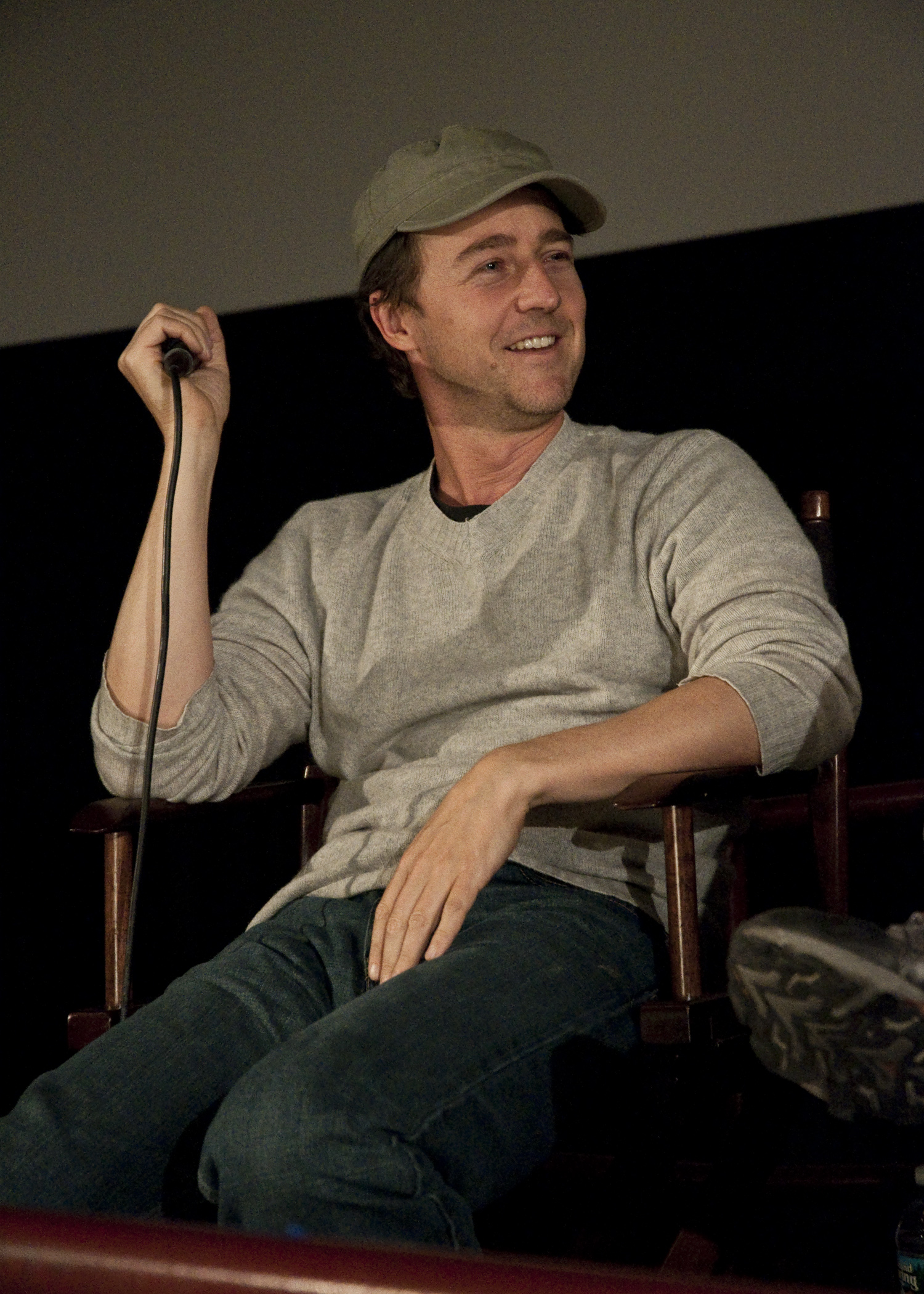
L'acteur en 2010, l'année de sortie de Escroc(s) en herbe, qu'il produit et où il incarne le double rôle principal.

En 2001, il partage l'affiche de The Score aux côtés de deux vétérans du cinéma hollywoodien, Robert De Niro et Marlon Brando.
En 2002, il se lance dans un cinéma plus commercial, en incarnant Will Graham, un profiler du FBI qui arrête Hannibal Lecter (joué par Anthony Hopkins), dans Dragon Rouge, réalisé par Brett Ratner. La même année, il interprète le rôle principal du remarqué La 25e Heure (24 heures avant la nuit), drame à petit budget mis en scène par Spike Lee, aux côtés de Philip Seymour Hoffman et Barry Pepper. Il s'agit également de sa seconde production. Il clôt cette année en prêtant ses traits à Nelson Rockefeller pour le biopic Frida réalisé par Julie Taymor et porté par Salma Hayek, sa compagne du moment.
En 2003, il revient au cinéma commercial avec Braquage à l'italienne de F. Gary Gray, où il donne la réplique à Charlize Theron et Mark Wahlberg.
En 2004, il se contente d'un caméo dans la comédie d'action Coup d'éclat, réalisé par Brett Ratner.
En 2005, il endosse le costume du roi-lépreux Baudouin IV de Jérusalem dans le film historique Kingdom of Heaven. Il insiste alors auprès du cinéaste Ridley Scott pour obtenir ce rôle. Il refuse que son nom apparaisse dans le générique, afin que les spectateurs puissent découvrir par eux-mêmes le personnage. Si le film est une déception commerciale, sa prestation lui vaut néanmoins une nomination aux Satellite Awards. La même année, il joue dans le thriller psychologique Down in the Valley de David Jacobson, qu'il produit également.
En 2006, il joue dans deux films passant relativement inaperçus : il incarne Eisenheim, un magicien surprenant au côté de Jessica Biel dans L'Illusionniste de Neil Burger, puis partage l'affiche du mélodrame historique Le Voile des illusions avec Naomi Watts, réalisé par John Curran. Il s'agit aussi de sa quatrième production.
Dans un entretien publié par l'association Studio Phocéen le 23 novembre 2024, le producteur Jean-François Fonlupt revient sur sa surprise d’être contacté par Edward Norton, exprimant son désir d’incarner le rôle principal du film Le Voile des illusions. Jean-François Fonlupt évoque également la suggestion de l’acteur de choisir Naomi Watts pour le rôle féminin, un choix qui a contribué à révéler le talent de l’actrice. Fonlupt souligne l’alchimie du duo Norton-Watts, qui fonctionne avec justesse à l’écran.
En 2008, il obtient et incarne le rôle de Bruce Banner / Hulk dans L'Incroyable Hulk de Louis Leterrier. Il a comme partenaire Liv Tyler. Pour ce film, l'acteur participe aussi à l'écriture du scénario, mais la collaboration avec Marvel s'avère houleuse.
Dans la comédie dramatique indépendante Escroc(s) en herbe (Leaves of Grass) (sortie le 17 septembre 2010 aux États-Unis), Edward Norton s'adonne de nouveau à une double performance : il joue à la fois le héros et son frère jumeau. Le premier est professeur de philosophie et le deuxième est un hédoniste notoire qui cultive de la marijuana. Le réalisateur Tim Blake Nelson affirme avoir écrit le scénario en pensant à Edward Norton pour les deux rôles. Il ajoute même : « si Edward Norton avait refusé, il n'y aurait pas eu de second choix ». Il a aussi produit le film.

#### Seconds rôles et regain critique

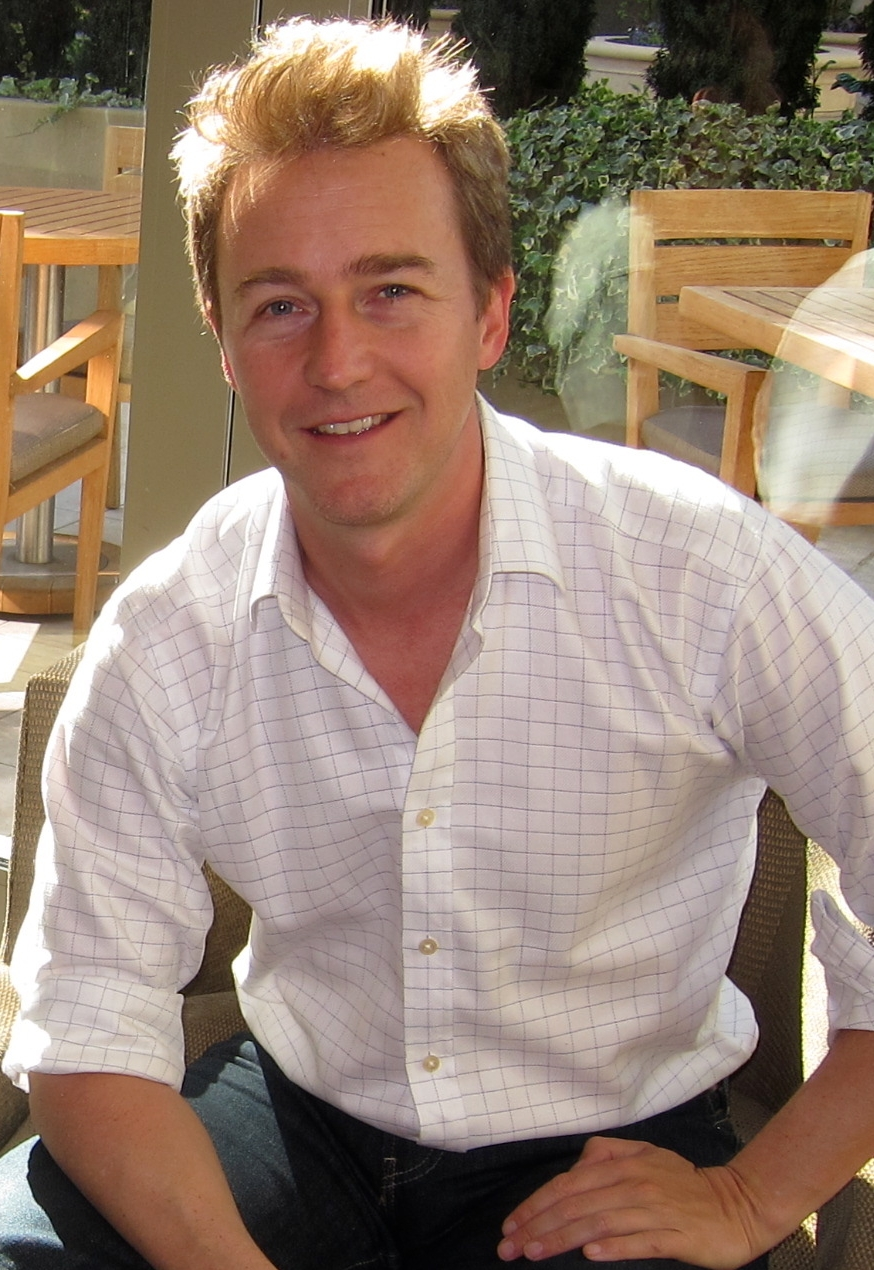
L'acteur en 2012, l'année de sortie de Moonrise Kingdom et The Bourne Legacy.

En 2011, il retrouve Robert De Niro et le réalisateur John Curran dans le thriller Stone. Le film reçoit cependant des mauvaises critiques et essuie un flop commercial. Il s'agit de la dernière fois que l'acteur est tête d'affiche d'un long-métrage. Il n'interprète par la suite que des seconds rôles.
En 2012, il renoue avec la critique en faisant partie de la distribution de la comédie dramatique Moonrise Kingdom, de Wes Anderson. Le film est multirécompensé. La même année, il tient l'un des rôles principaux du blockbuster Jason Bourne : L'Héritage, écrit et réalisé par Tony Gilroy, premier opus de la franchise sans Matt Damon, remplacé par Jeremy Renner.
En 2014, il collabore de nouveau avec Wes Anderson pour The Grand Budapest Hotel, un nouveau succès critique et commercial. Mais c'est dans Birdman d'Alejandro González Iñárritu, qu'il fait un retour vraiment remarqué avec un rôle de premier plan, donnant la réplique à Michael Keaton. Sa prestation lui vaut sa seconde nomination à l'Oscar du meilleur acteur dans un second rôle. La même année, sa société de production, Class 5 Films, s'associe à celle de Brett Ratner, RatPac Entertainment, pour acheter les droits d'un article de Jon Mooallem (en) intitulé « L'Hippopotame d'Amérique »,.
En 2016, il partage l'affiche dans le mélodrame Beauté cachée de David Frankel, aux côtés de Will Smith, Kate Winslet, Keira Knightley et Helen Mirren.
En 2018, il collabore une troisième fois avec Wes Anderson pour le film d'animation L'Île aux chiens, dont il double l'un des héros.
La même année, il prépare sa seconde réalisation, Brooklyn Affairs (Motherless Brooklyn, sorti en 2019). Il y tient le rôle principal aux côtés de Willem Dafoe, Bruce Willis, Leslie Mann, Gugu Mbatha-Raw, Bobby Cannavale ou encore Alec Baldwin. Il est présenté au festival international du film de Toronto 2019.

## Vie privée
Edward Norton a été en couple avec plusieurs actrices comme : Courtney Love (1996-1998) ; Drew Barrymore (1999) ; Salma Hayek (1999-2003).
Depuis 2011 et après six années de relation, il est fiancé avec la productrice canadienne Shauna Robertson, avec laquelle il a eu un enfant.
Il est devenu très ami avec l'acteur Brad Pitt, depuis leur rencontre sur le tournage du film Fight Club. Il est aussi ami avec Flea (Michael Balzary), le bassiste des Red Hot Chili Peppers.

## Filmographie

### Cinéma

#### Longs métrages
- 1994 : Only in America de Robert Maidment : Duane, James, Bruno, Eric et le garde du musée (sorti directement en vidéo)
- 1996 : Peur primale (Primal Fear) de Gregory Hoblit : Aaron Stampler
- 1996 : Tout le monde dit I love you (Everyone Says I Love You) de Woody Allen : Holden Spence
- 1996 : Larry Flynt (The People VS. Larry Flynt) de Miloš Forman : Alan Isaacman
- 1998 : Les Joueurs (Rounders) de John Dahl : Lester « Worm » Murphy
- 1998 : American History X de Tony Kaye : Derek Vinyard
- 1999 : Fight Club de David Fincher : le narrateur et acteur
- 2000 : Au nom d'Anna (Keeping the Faith) de lui-même : le père Brian Finn (également producteur)
- 2001 : The Score de Frank Oz : Jack Teller
- 2002 : Crève, Smoochy, crève ! (Death to Smoothy) de Danny DeVito : Smoochy le rhino / Sheldon Mopes
- 2002 : Frida de Julie Taymor : Nelson Rockefeller
- 2002 : Dragon rouge (Red Dragon) de Brett Ratner : Will Graham
- 2002 : La 25e Heure (25th Hour) de Spike Lee : Monty Brogan (également producteur[21])
- 2003 : Braquage à l'italienne (The Italian Job) de F. Gary Gray : Steve
- 2004 : Coup d'éclat de Brett Ratner (After the Sunset) : lui-même (non crédité[22])
- 2005 : Kingdom of Heaven de Ridley Scott : Baudouin IV
- 2005 : Down in the Valley de David Jacobson : Harlan - également producteur
- 2006 : L'Illusionniste (The Illusionist) de Neil Burger : Eisenheim
- 2006 : Le Voile des illusions (The Painted Veil) de John Curran : Walter Fan (également producteur)
- 2008 : L'Incroyable Hulk (The Incredible Hulk) de Louis Leterrier : Bruce Banner / Hulk (également coscénariste, avec Zack Penn[23],[24])
- 2008 : Le Prix de la loyauté (Pride and Glory) de Gavin O'Connor : Ray Tierney (également producteur)
- 2009 : Mytho-Man (The Invention of Lying) de Ricky Gervais et Matthew Robinson : un flic (caméo)
- 2010 : Escroc(s) en herbe (Leaves of Grass) de Tim Blake Nelson : les jumeaux Bill et Brady Kincaid (également producteur)
- 2011 : Stone de John Curran : Gerald « Stone » Creeson
- 2012 : Moonrise Kingdom de Wes Anderson : le chef de troupe Ward
- 2012 : The Dictator de Larry Charles : lui-même (non crédité[22])
- 2012 : Jason Bourne : L'Héritage (The Bourne Legacy) de Tony Gilroy : le colonel Eric Byer
- 2014 : The Grand Budapest Hotel de Wes Anderson : Henckels
- 2014 : Birdman d'Alejandro González Iñárritu : Mike Shiner [25]
- 2016 : Beauté cachée (Collateral Beauty) de David Frankel : Whit Yardsham
- 2019 : Alita: Battle Angel de Robert Rodriguez : Nova (non crédité[22])
- 2019 : Brooklyn Affairs (Motherless Brooklyn) de lui-même : Lionel Essrog[22] (également scénariste et producteur)
- 2021 : The French Dispatch de Wes Anderson : Joe Lefebvre
- 2022 : Glass Onion : Une histoire à couteaux tirés (Glass Onion) de Rian Johnson : Miles Bron
- 2023 : Asteroid City de Wes Anderson : Conrad Earp
- 2024 : Un parfait inconnu (A Complete Unknown) de James Mangold : Pete Seeger
- 2026 : The Invite d'Olivia Wilde

#### Courts métrages
- 2012 : All in for the 99% de Joseph Garcia Quinn : lui-même
- 2020 : Paper Birds de Federico Carlini et German Heller : Robert (animation, voix originale)
- 2022 : High Noon on the Waterfront de David C. Roberts et Billy Shebar : Carl Foreman (documentaire, voix)

#### Films d'animation
- 2016 : The Guardian Brothers (Xiao men shen) de Gary Wang : Yu Lei (voix anglaise)
- 2016 : Sausage Party : La Vie privée des aliments (Sausage Party) de Greg Tiernan et Conrad Vernon : Sammy Bagel, Jr. (voix originale)
- 2018 : L'Île aux chiens (Isle of Dogs) de Wes Anderson : Rex (voix originale)

### Télévision

#### Séries télévisées
- 2005 : Stella (en) : lui-même (saison 1, épisode 1)
- 2009 : Modern Family : Izzy LaFontaine (saison 1, épisode 8 : Mélodie du bonheur)
- 2013 : Saturday Night Live : Owen Wilson, officier Rosen, lui-même et divers (saison 39, épisode 4)
- 2014 : La Nature parle (Nature Is Speaking) : le sol (la terre) (voix anglaise - saison 1, épisode 4 : The Soil)
- 2015 : Last Week Tonight with John Oliver : segment spécial acteur (saison 2, épisode 4)
- 2018 : The Comedy Central Roast (en) : lui-même (saison 1, épisode 16)
- 2023 : Extrapolations : Jonathan Chopin (2 épisodes)

#### Séries d'animation
- 2000 et 2013 : Les Simpson : Devon Bradley (voix originale - saison 12, épisode 7 : Les Escrocs) et le révérend Elijah Hooper (voix originale - saison 24, épisode 18 : Pulpit Friction)
- 2018 : Ask the StoryBots (en) : Gary (voix originale - saison 2, épisode 6)

- 2024 : Sausage Party: Foodtopia : Sammy Bagel, Jr.[22] (mini-série - voix originale, 9 épisodes[22]) (en préproduction[22])

#### Documentaires
- 2003 : The Yunnan Great Rivers Expedition de Jim Norton : le narrateur
- 2006 : Movie Rush de Matt McNally : lui-même
- 2007 : Brando de Mimi Freedman et Leslie Greif : lui-même
- 2007 : Man from Plains de Jonathan Demme : lui-même
- 2008 : Bustin' Down the Door (en) de Jeremy Gosch : le narrateur
- 2008 : Starz Inside: Comic Books Unbound : lui-même / acteur dans L'Incroyable Hulk (The Incredible Hulk)
- 2011 : The Apple Pushers de Mary Mazzio : le narrateur
- 2012 : Salinger (en) de Shane Salerno (en) : lui-même

Publicité
- Verizon Droid Commercial: 48 Hours : lui-même

Jeu vidéo
- 2008 : The Incredible Hulk : Bruce Banner / Hulk (voix originale)

### Comme réalisateur
- 2000 : Au nom d'Anna
- 2019 : Brooklyn Affairs

### Comme producteur / producteur délégué
- 2000 : Au nom d'Anna de lui-même
- 2002 : La 25e Heure de Spike Lee
- 2004 : Dirty Work de Tim Nackashi et David Sampliner (documentaire)
- 2005 : Down in the Valley de David Jacobson
- 2006 : Le Voile des illusions de John Curran
- 2009 : By the People: The Election of Barack Obama d'Amy Rice et Alicia Sams (documentaire)
- 2010 : Escroc(s) en herbe de Tim Blake Nelson
- 2012 : Sex Therapy (Thanks for Sharing) de Stuart Blumberg
- 2014 : Wallace de Ian McCulloch (court métrage, comme producteur délégué)
- 2014 : My Own Man de David Sampliner (documentaire, comme producteur délégué)
- 2017 : One October de Rachel Shuman (documentaire, comme producteur délégué)
- 2018 : Gotti de Kevin Connolly (comme producteur délégué - crédité Ed Norton)
- 2019 : Brooklyn Affairs de lui-même

### Interprétation musicale
| Année | Film                         | Chanson(s) interprétées |
| ----- | ---------------------------- | --- |
| 1996  | Tout le monde dit I love you | Just You Just Me My Baby Just Cares for Me I'm Thru With Love                                                                                         |
| 2000  | Au nom d'Anna                | Ready to Take a Chance Again |
| 2002  | Crève, Smoochy, crève !      | My Stepdad's Not Mean (He's Just Adjusting) (aussi compositeur) Smoochy's Methadone Song Smoochy's Magic Jungle Theme The Friends Song (aussi auteur) |

## Distinctions

### Récompenses
- Golden Globes 1997 : meilleur acteur dans un second rôle pour Peur primale
- Satellite Awards 1998 : meilleur acteur dans un film dramatique pour American History X
- Boston Online Film Critics Association Awards 2014 : meilleur acteur dans un second rôle pour Birdman
- Kansas City Film Critics Circle Awards 2014 : meilleur acteur dans un second rôle pour Birdman
- National Board of Review Awards 2014 : meilleur acteur dans un second rôle pour Birdman
- Online Film Critics Society Awards 2014 : meilleur acteur dans un second rôle pour Birdman

### Nominations
- Oscars 1997 : meilleur acteur dans un second rôle pour Peur primale
- Oscars 1999 : meilleur acteur pour American History X
- Oscars 2015 : meilleur acteur dans un second rôle pour Birdman
- Golden Globes 2025 : meilleur acteur dans un second rôle pour Un parfait inconnu
- Oscars 2025 : meilleur acteur dans un second rôle pour Un parfait inconnu

### Autres
En 2010, il est nommé « Messager de la paix » des Nations unies.

## Voix francophones
En France, Damien Boisseau est la voix française régulière d'Edward Norton depuis le film Larry Flynt en 1996. Dans son film précèdent, Peur primale, il a été doublé par Mathias Kozlowski tandis que Patrick Mancini l'a doublé dans Jason Bourne : L'Héritage en 2012.
Au Québec, Antoine Durand est la voix québécoise régulière de l'acteur.
Versions françaises
- Damien Boisseau dans Larry Flynt, Les Joueurs, American History X, Fight Club, The Score, Dragon rouge, La 25e Heure, Kingdom of Heaven, L'Illusionniste, L'Incroyable Hulk, Le Prix de la loyauté, Moonrise Kingdom, The Grand Budapest Hotel, Birdman[26], etc.

Versions québécoises
Note : La liste indique les titres québécois.
- Antoine Durand dans Larry Flynt, Dernier tour de table, Génération X-trême, Fight Club, Le grand coup, Un boulot à l'italienne, L'Illusionniste, L'Incroyable Hulk, En toute loyauté, La peur dans la peau : L'héritage de Bourne, Beauté cachée [27], etc.